# 空飛ぶ都市計画
『空飛ぶ都市計画』（そらとぶとしけいかく）は、スタジオカジノ（スタジオジブリ）の劇場アニメ作品である。2005年9月10日、映画『タッチ』と同時公開。百瀬ヨシユキ監督、ヤマハ・ミュージック・コミュニケーションズ製作。上映時間は4分54秒。
『ポータブル空港』、『space station No.9』と続くSF3部作の完結編である。
セリフはなく、映像と音楽だけで構成されている。
のちに本作は、2009年8月26日に発売されたcapsule（現：CAPSULE）のベストアルバム『FLASH BEST』の初回限定版DVDや、2019年7月17日に発売された『ジブリがいっぱいSPECIAL ショートショート 1992-2016』に収録された。
2021年8月に始動した、CAPSULEの過去作品を、リマスター音源とビジュアライザーと共にオフィシャルYouTubeチャンネルに公開していく『CAPSULE アーカイブコレクション』という企画の一環で、2022年1月25日から2月5日までの10日間、アルバム『L.D.K. Lounge Designers Killer』の収録曲のリマスター音源が連日公開されていったが、そのビジュアライザー映像に本作と 前作『space station No.9』 の映像が一部使用されている。

## あらすじ
1960年代に人々が想像していた近未来を舞台にしたラブロマンス。

## スタッフ
- 監督：百瀬ヨシユキ
- 原作・音楽：中田ヤスタカ(capsule)